# Bołduk
Bołduk (biał. Балдук) – jezioro na Białorusi, w obwodzie mińskim, w rejonie miadzielskim. Położone jest w dorzeczu Straczy, w granicach Parku Krajobrazowego „Błękitne Jeziora”, 33 km na południowy zachód od Miadzioła i 13 km od granicy białorusko-litewskiej. Należy do Bołduckiej Grupy Jezior.
Jezioro jest wydłużone z północnego zachodu na południowy wschód. Długość jego linii brzegowej wynosi 5,24 km, a powierzchnia zlewni 1,6 km². Stoki niecki jeziora pow. 25–30 m. Brzegi zlewają się ze stokami, na południowym zachodzie i południowym wschodzie niskie, zabagnione. Płycizny piaszczyste. Podwodne stoki strome (do 30°). Dwie głębiny 38,1 m i 39,7 m, rozdzielone 7-metrowym wyniesieniem. Woda odznacza się wysoką mineralizacją (245–270 mg/l) i przejrzystością (4–5 m). Roślinność sięga głębokości 6–8 m.
Brzegi zarośnięte sitowiem i trzciną, zwykle o szer. 5–7 m, na południowym wschodzie – ok. 50 m. Na płyciznach występują rdestnica i rogatek. Wśród fitoplanktonu jeziora najbardziej różnorodne są okrzemki. Plankton ubogi, głównie reprezentowany przez skorupiaki i wrotki. Świat owadów także ubogi (jętki, chruściki, ochotkowate). Występują także mięczaki. Z ryb najbardziej rozpowszechnione są coregonus, szczupak, leszcz, okoń pospolity, płoć, ukleja.
Na prawym brzegu jeziora znajduje się wieś Wojszkuny, na lewym chutor Bołduk i kilka schronisk turystycznych. Wzdłuż brzegu występują źródła.